# Jhony Cano
Jhony Moisés Cano Barrios (Cartagena de Indias, 14 luglio 1989) è un calciatore colombiano, attaccante svincolato.

## Carriera
Ha giocato nella massima serie dei campionati colombiano, boliviano e maltese.